# Rosso

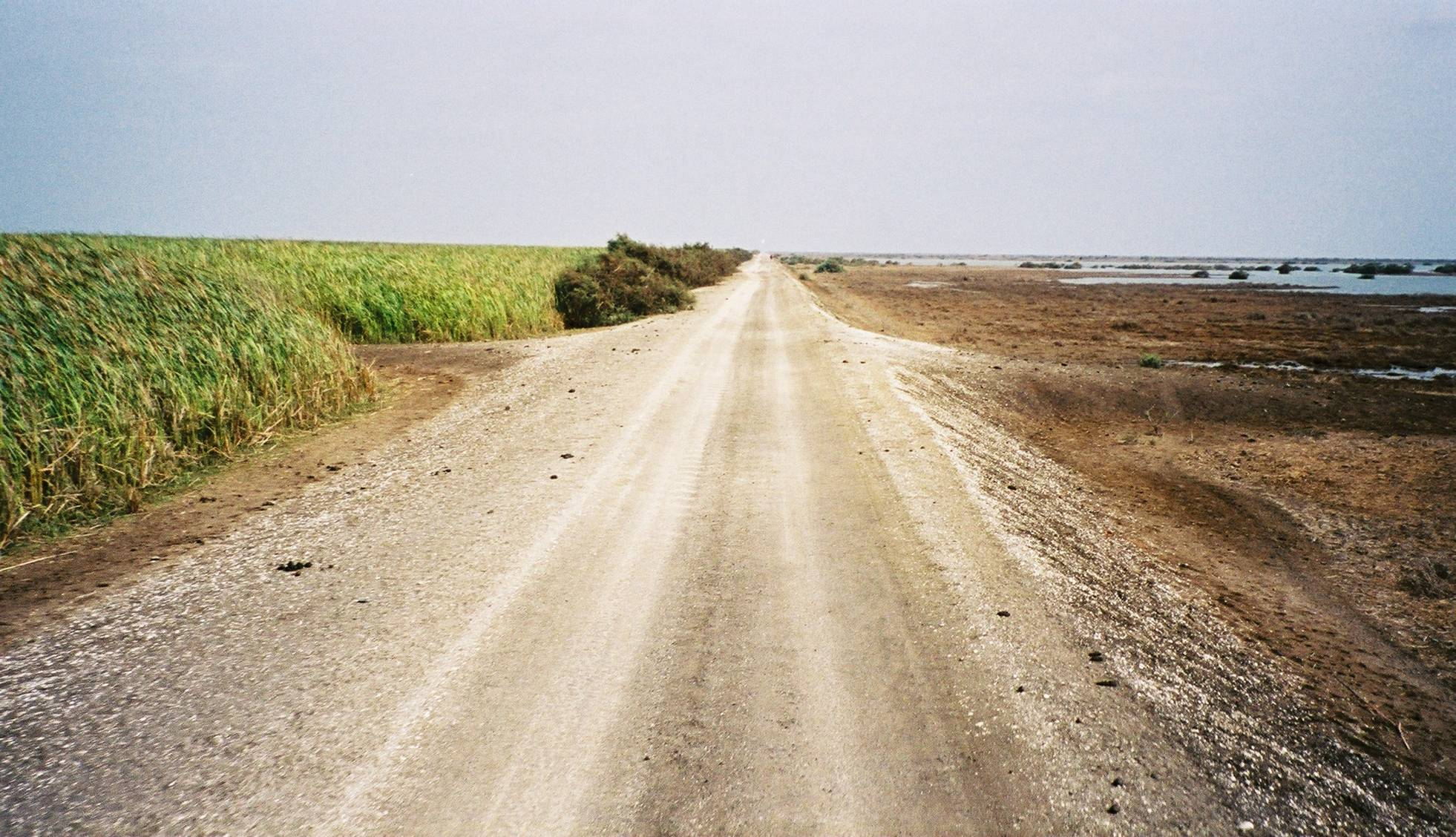
Fördämningen mot Diamadammen, Rosso.

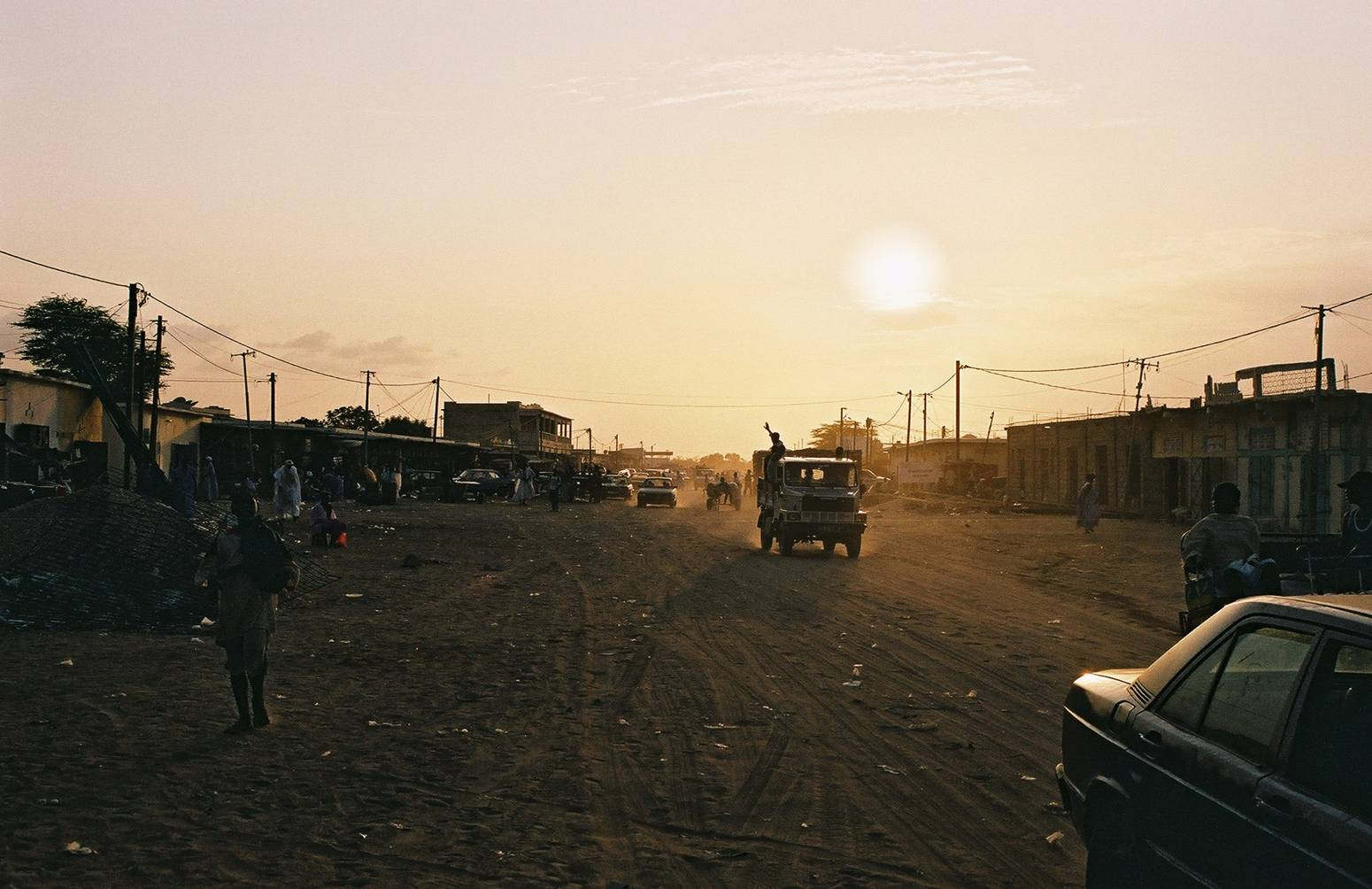
Stadens huvudgata

Rosso (arabiska: روصو) är en stad i regionen Trarza i sydvästra Mauretanien. Den är administrativ huvudort för regionen Trarza. Staden hade 33 581 invånare i folkräkningen 2013. Rosso ligger vid Senegalfloden, 250 km söder om Nouakchott och har landets mest skiftande befolkning. I närheten av staden ligger Diawling nationalpark.